# Demonax maculicollis
Demonax maculicollis là một loài bọ cánh cứng trong họ Cerambycidae.